# Lorena Wiebes
Lorena Wiebes é uma ciclista profissional neerlandesa, nascida a 17 de março de 1999 na vila de Mijdrecht. Actualmente corre para a equipa neerlandêsa de categoria UCI Team Feminino a Parkhotel Valkenburg.

## Palmarés
2018
- Rabobank 7-Dorpenomloop Aalburg
- Omloop van de IJsseldelta
- GP Sofie Goos
- 1 etapa do BeNe Ladies Tour[1]

2019
- Nokere Koerse
- Omloop van Borsele
- 1 etapa do Tour de Yorkshire
- Tour da Ilha de Chongming, mais 3 etapas
- Diamond Tour
- Jogos Europeus em Estrada
- Campeonato dos Países Baixos em Estrada
- 1 etapa do BeNe Ladies Tour
- RideLondon Classique
- 1 etapa do Ladies Tour of Norway
- 2 etapas do Boels Ladies Tour
- UCI World Ranking